# Celestino Prieto
Celestino Prieto Rodríguez ( Barcelona, 29 de enero de 1961). Es un exciclista español, profesional entre 1983 y 1990, cuyos mayores éxitos deportivos los logró en la Vuelta a España, donde conseguiría una victoria de etapa en su edición de 1981.

## Palmarés
| 1981 - 1 etapa de la Vuelta a España 1984 - 2.º en el Campeonato de España en Ruta | 1985 - G.P. Navarra |